# Serviço de Proteção ao Índio
O Serviço de Proteção aos Índios e Localização de Trabalhadores Nacionais (SPILTN), parte constituinte do Ministério da Agricultura, Indústria e Comércio (MAIC), foi um órgão público criado durante o Governo Nilo Peçanha, em 1910, com o objetivo de prestar assistência à população indígena do Brasil. O serviço foi organizado pelo Marechal Rondon, seu primeiro diretor. O órgão foi extinto e substituído pela Fundação Nacional dos Povos Indígenas (Funai) em 1967.

## História
O SPILTN foi criado pelo decreto n. 8.072, de 20 de junho de 1910, com a finalidade de prestar assistência aos indígenas do Brasil e estabelecer centros agrícolas, bem como integrá-los à sociedade nacional. Com a sua fundação, a política indigenista passou a ser de responsabilidade do Estado brasileiro e não de instituições religiosas, como era realizado desde o período colonial. Em 1918, a Localização de Trabalhadores Nacionais passou a constituir um órgão próprio. Entre 1930 e 1934, o SPI passou a se vincular ao Ministério do Trabalho. Entre 1934 e 1939, passou a pertencer ao Ministério da Guerra, por meio da Inspetoria de Fronteiras. Em 1940, voltou ao Ministério da Agricultura e, posteriormente, passou para o Ministério do Interior. 
O órgão organizou várias expedições de reconhecimento no território nacional, recolhendo grande quantidade de informações e objetos dos índios brasileiros. Nessas expedições, vários nomes se destacaram, como o Marechal Rondon, Curt Nimuendajú e os irmãos Villas-Bôas. No início da década de 1960, o órgão foi investigado por uma comissão parlamentar de inquérito devido a denúncias de corrupção, genocídio e ineficiência. Em 1967, tanto o SPI quanto o Conselho Nacional de Proteção aos Índios (o órgão encarregado de formular a política indigenista brasileira) foram substituídos pela Fundação Nacional do Índio.